# 練馬区立練馬中学校
練馬区立練馬中学校（ねりまくりつ ねりまちゅうがっこう）は、東京都練馬区にある公立の中学校。2019年(令和元年)5月時点の生徒数は15学級436名（特別支援学級含む）。 

## 沿革
学校教育法の施行にともなって練馬区で開設された中学校13校の1つ。
- 1947年（昭和22年）
  - 5月1日 - 板橋区立練馬中学校として、練馬小学校内に開設。
  - 8月1日 - 分区により練馬区が独立。練馬区立練馬中学校となる。
- 1948年（昭和23年）9月7日 - 現在地（元・逓信省無線電信講習所板橋支所）に移転。
- 1952年（昭和27年）2月19日 - 新校舎落成。
- 1960年（昭和35年）4月1日 - 田柄中学校の分離独立。
- 1961年（昭和36年）7月24日 - プール完成。
- 1962年（昭和37年）6月14日 - 体育館完成。
- 1963年（昭和38年）4月1日 - 貫井中学校の分離独立。
- 1969年（昭和44年）9月17日 - 校地買収。
- 1971年（昭和46年）4月1日 - 学区域の一部変更。
- 1977年（昭和52年）4月1日 - 谷原中学校の分離独立。

## 通学区域
おおむね石神井川より北側、練馬春日町駅より西側を学区とする。
- 向山三丁目（26-29）
- 向山四丁目（23-29）
- 春日町三丁目（3-14、27-29、34-35）
- 春日町四丁目（6-21、34、36-37）
- 春日町五丁目
- 春日町六丁目
- 田柄五丁目（1-3、8-9）
- 高松一丁目
- 高松二丁目
- 高松三丁目（1-22）
- 高松四丁目（1-22）

## 進学前小学校
区立中学校選択制度があり区内の遠方から通学している生徒もいるが、学区指定による小学校は以下の通り。※印は小中一貫教育グループの構成校。
- 練馬小学校(※)
- 高松小学校(※)
- 春日小学校(※)

## 学区内の主な施設
- 練馬春日町駅
- 東京都立第四商業高等学校

## 交通
- 都営地下鉄大江戸線練馬春日町駅より徒歩10分
- 西武池袋線中村橋駅から徒歩18分
- 西武バス（練42ほか）練馬中学校前バス停より徒歩5分

## 著名な出身者
- 前川陽子（歌手）
- 斎藤真由美（元女子バレーボール選手）